# Hertsön (quartier)
Hertsön est un quartier de Luleå, en Suède.

## Description
Hertsön est située à 5 kilomètres à l'est du centre de Luleå et constitue la plus grande zone résidentielle de Luleå en dehors du centre, tant en termes de superficie que de population.
Hertsön est située sur l'île de Hertsön, sur laquelle se trouvent également une grande partie de l'agglomération de Luleå.
Le quartier résidentiel a été construit dans le cadre d'un programme d'un million de dollars dans les années 1970, alors que l'on pensait que la construction prévue de Stålverk 80 donnerait à Luleå une augmentation considérable de la population et un élan économique.
Après l'abandon des plans de la nouvelle aciérie et la réalisation de l'augmentation prévue de la population, de nombreux appartements sont restés vides dans le quartier.

## Services
Hertsön abrite des épiceries et des restaurants.
Il y a aussi une salle de sport, une bibliothèque, des bains publics et un parc de loisirs.
Au centre de Hertsö se trouvent deux églises : l'église de Hertsö et une église læstadienne.

## Transports
Les lignes de bus 1 et 5 desservent le quartier.
| Ligne | Trajet                                      | Longueur | Arrêts | Réfs.   |
| ----- | ------------------------------------------- | -------- | ------ | ------- |
| 1     | Hertsön - Centrum - Hôpital de Sunderby     | 25,5 km  | 36-37  | Ligne 1 |
| 1     | Hôpital de Sunderby - Centrum - Hertsön     | 25,5 km  | 38-39  | Ligne 1 |
| 2     | Björkskatan - Centrum - Hôpital de Sunderby | 23 km    | 33     | Ligne 2 |
| 2     | Hôpital de Sunderby - Centrum - Björkskatan | 23 km    | 34     | Ligne 2 |
| 3     | Björkskatan - Centrum - Bergnäset           | 12 km    | 26     | Ligne 3 |
| 3     | Bergnäset - Centrum - Björkskatan           | 12 km    | 27     | Ligne 3 |
| 4     | Aéroport de Luleå - Centrum - Aurorum       | 16 km    | 28     | Ligne 4 |
| 4     | Aurorum - Centrum - Aéroport de Luleå       | 16 km    | 28     | Ligne 4 |
| 5     | Hertsön - Centrum - Aurorum                 | 16 km    | 32-33  | Ligne 5 |
| 5     | Aurorum - Centrum - Hertsön                 | 16 km    | 34-35  | Ligne 5 |

## Galerie

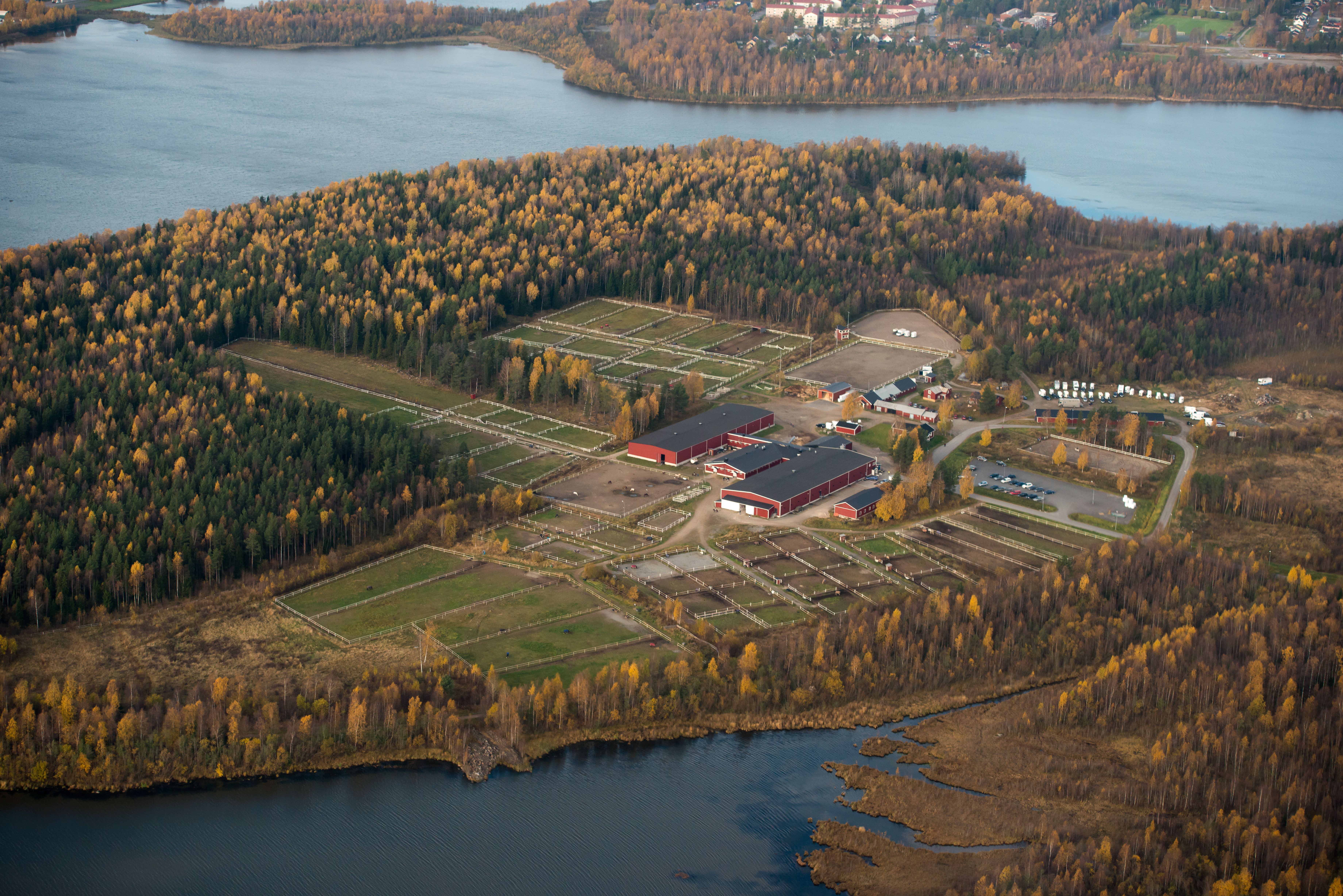
Club d'équitation d'Hertsön.
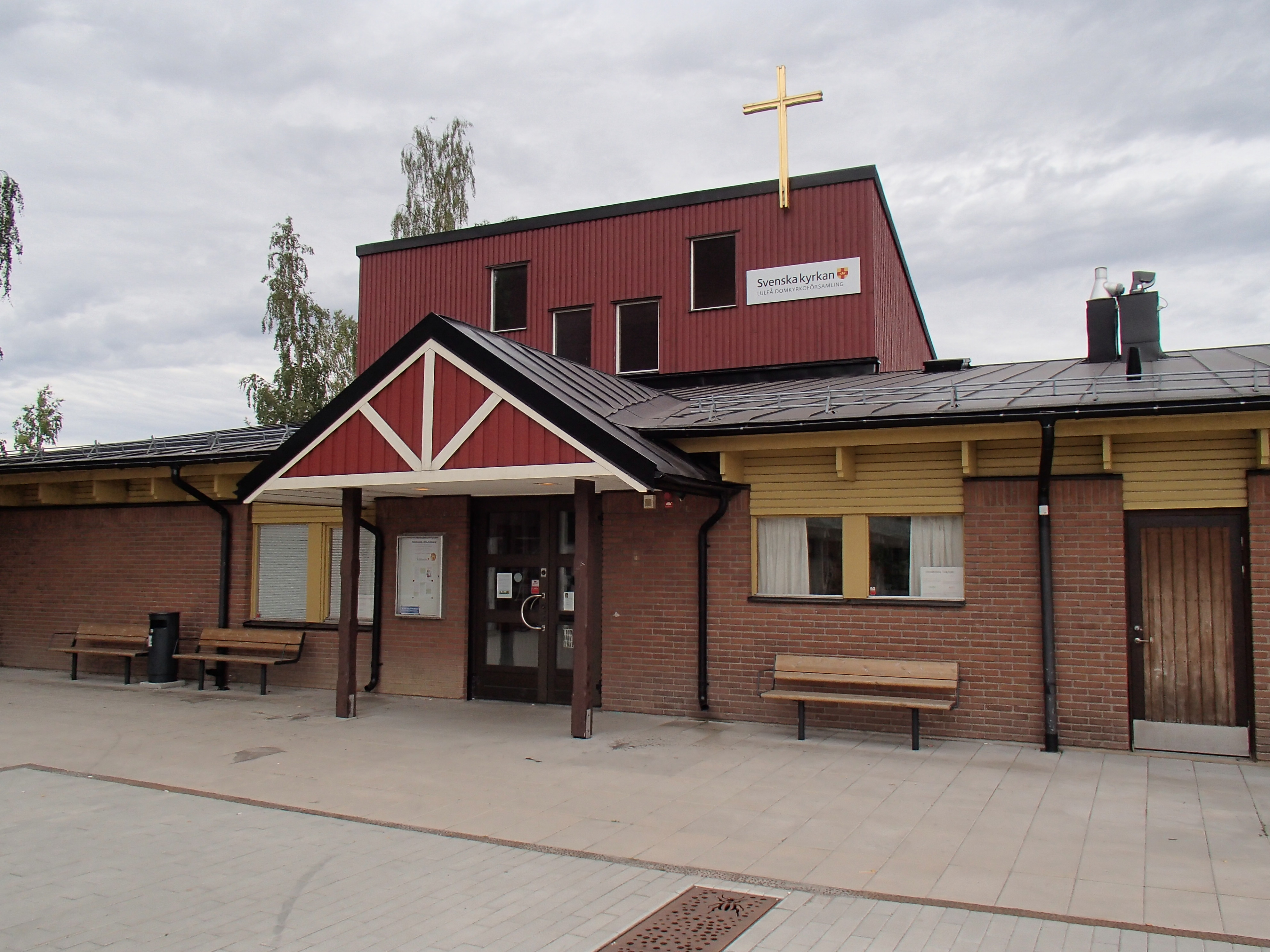
L'église d'Hertsön.
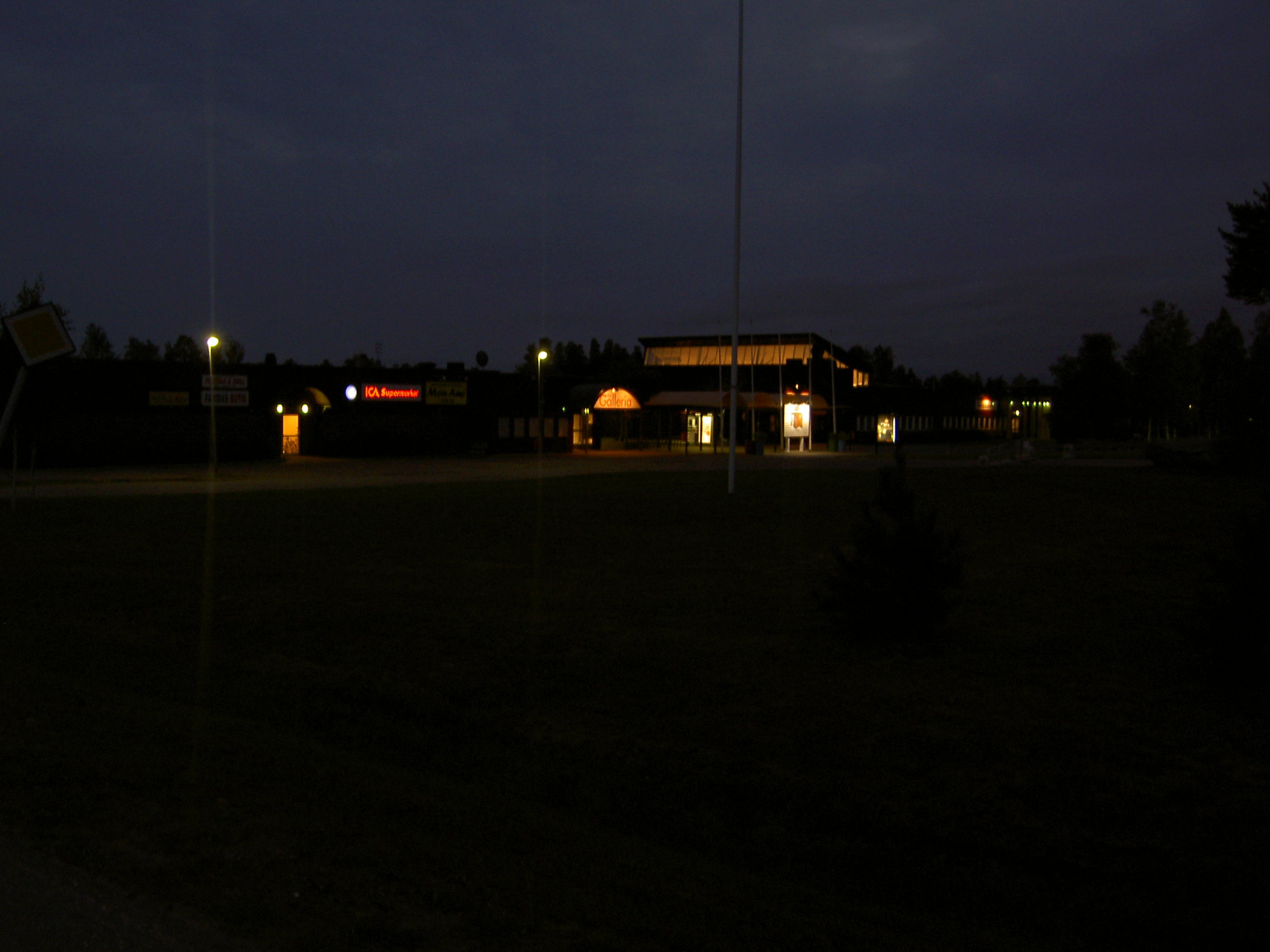
Place centrale.
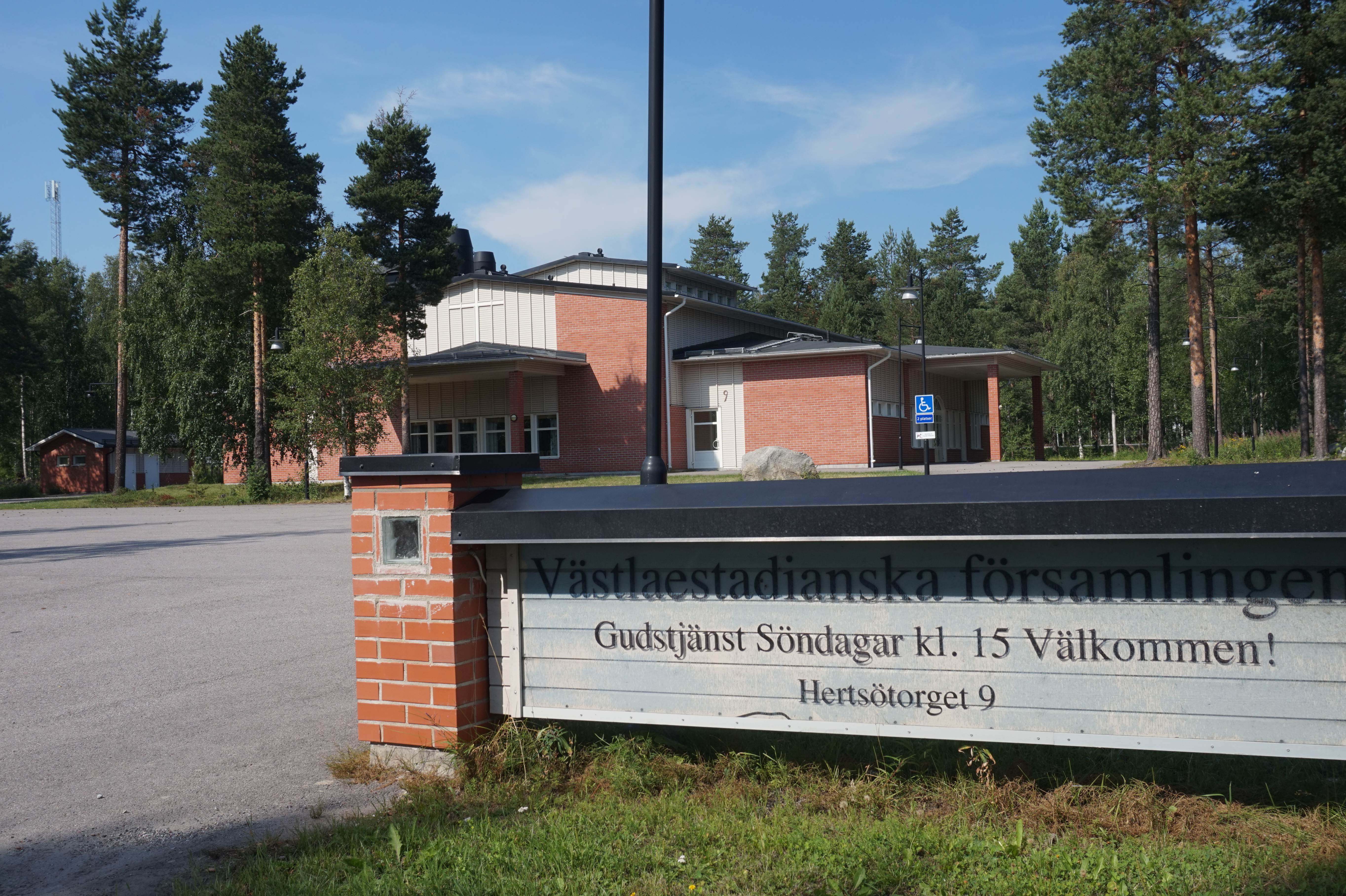
Église læstadienne